# Gare de Châtillens
La gare de Châtillens est une gare ferroviaire de Suisse qui se trouve sur la ligne Palézieux – Lyss. Elle se situe dans la localité de Châtillens sur le territoire de la commune d'Oron, dans le canton de Vaud.

## Situation ferroviaire
Établie à 601 mètres d'altitude, la gare de Châtillens est située au point kilométrique 25,9 de la ligne Palézieux – Lyss (251). Elle se situe entre les gares de Palézieux-Village et d'Écublens-Rue. À proximité directe de la gare, au sud-est, se trouve un passage à niveau traversé par la route de Lausanne.
La gare est dotée de trois voies, dont une en impasse accessible depuis Payerne, et d'un quai.

## Histoire
La gare de Châtillens a été inaugurée en 1876 avec la mise en service du tronçon Palézieux - Morat de la ligne Palézieux – Lyss, aussi connue sous le nom de ligne de la Broye longitudinale.

## Service des voyageurs

### Accueil
Gare des CFF, elle est dotée d'un bâtiment voyageurs offrant une salle d'attente fermée, prolongé par une marquise protégeant une partie du quai sous laquelle se situe un distributeur automatique de titres de transport. Aucun personnel permanent ne s'y trouvant, la gare ne comporte pas de guichet. On trouve également une aubette attenante à la gare où les cars postaux assurent la correspondance avec les trains.
La gare n'est pas accessible aux personnes à mobilité réduite.
En face de la gare se trouve un café-restaurant. La gare propose également une boîte aux lettres, une cabine téléphonique, des caissettes à journaux ainsi qu'un distributeur automatique de produits alimentaires.

### Desserte
La gare fait partie du réseau RER Vaud, assurant des liaisons rapides à fréquence élevée dans l'ensemble du canton de Vaud. Châtillens est desservie par les lignes R8 et R9 qui relient respectivement Palézieux à Payerne (prolongés plusieurs fois par jour jusqu'à Avenches) et Lausanne à Chiètres (Kerzers), assurant ainsi une cadence à la demi-heure dans chaque sens.
- R8 : Palézieux - Palézieux-Village - Châtillens - Lucens - Payerne (- Avenches).
- R9 : Lausanne - Puidoux - Palézieux - Palézieux-Village - Châtillens - Lucens - Payerne - Avenches - Morat - Chiètres

### Intermodalité
La gare est en correspondance avec la ligne 385, exploitée par CarPostal, qui relie Servion à la gare de Palézieux et La Rogivue.

## Galerie de photos

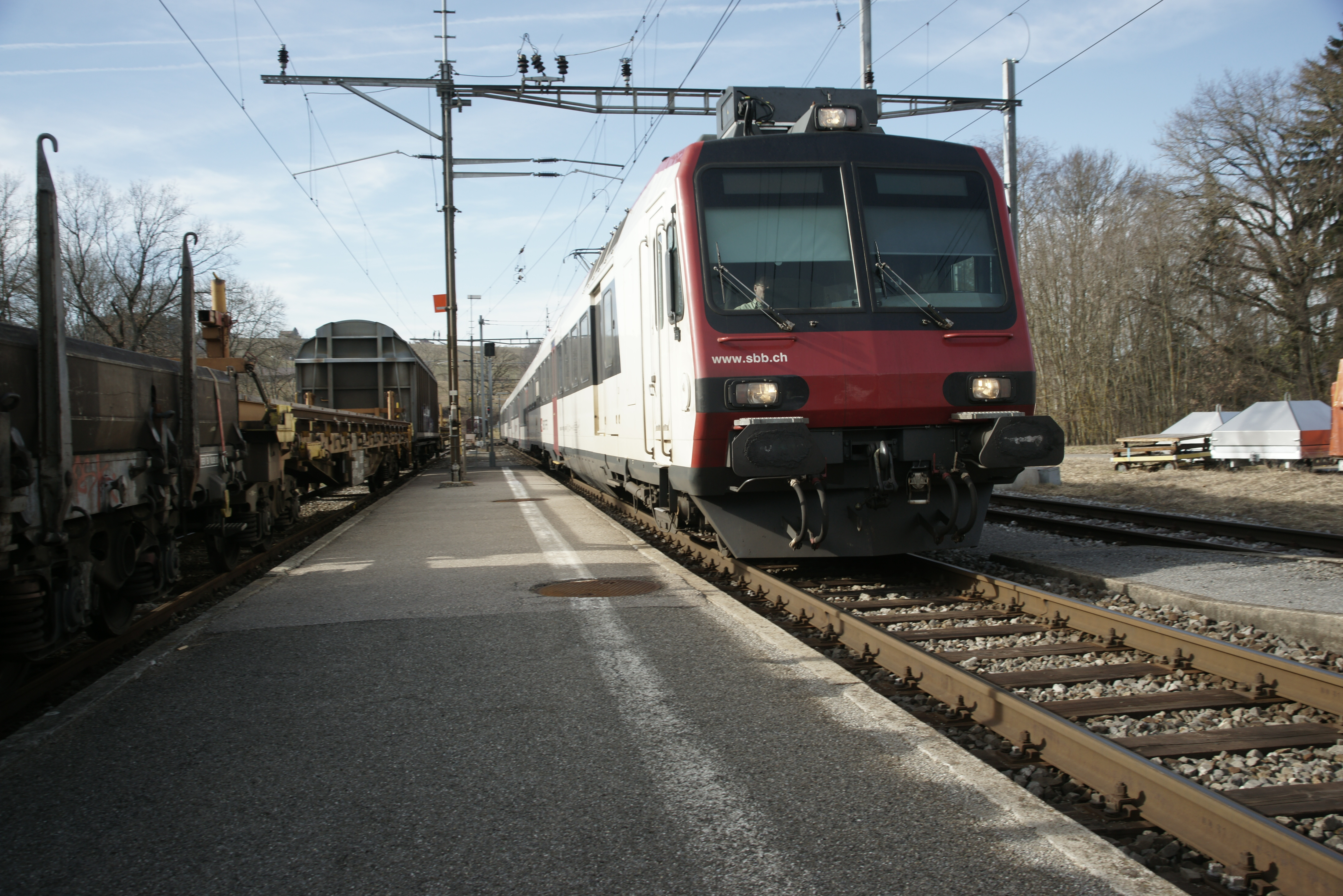
Arrivée d'une composition NPZ Domino formant un train S-Bahn de la ligne S21 du réseau RER Vaud
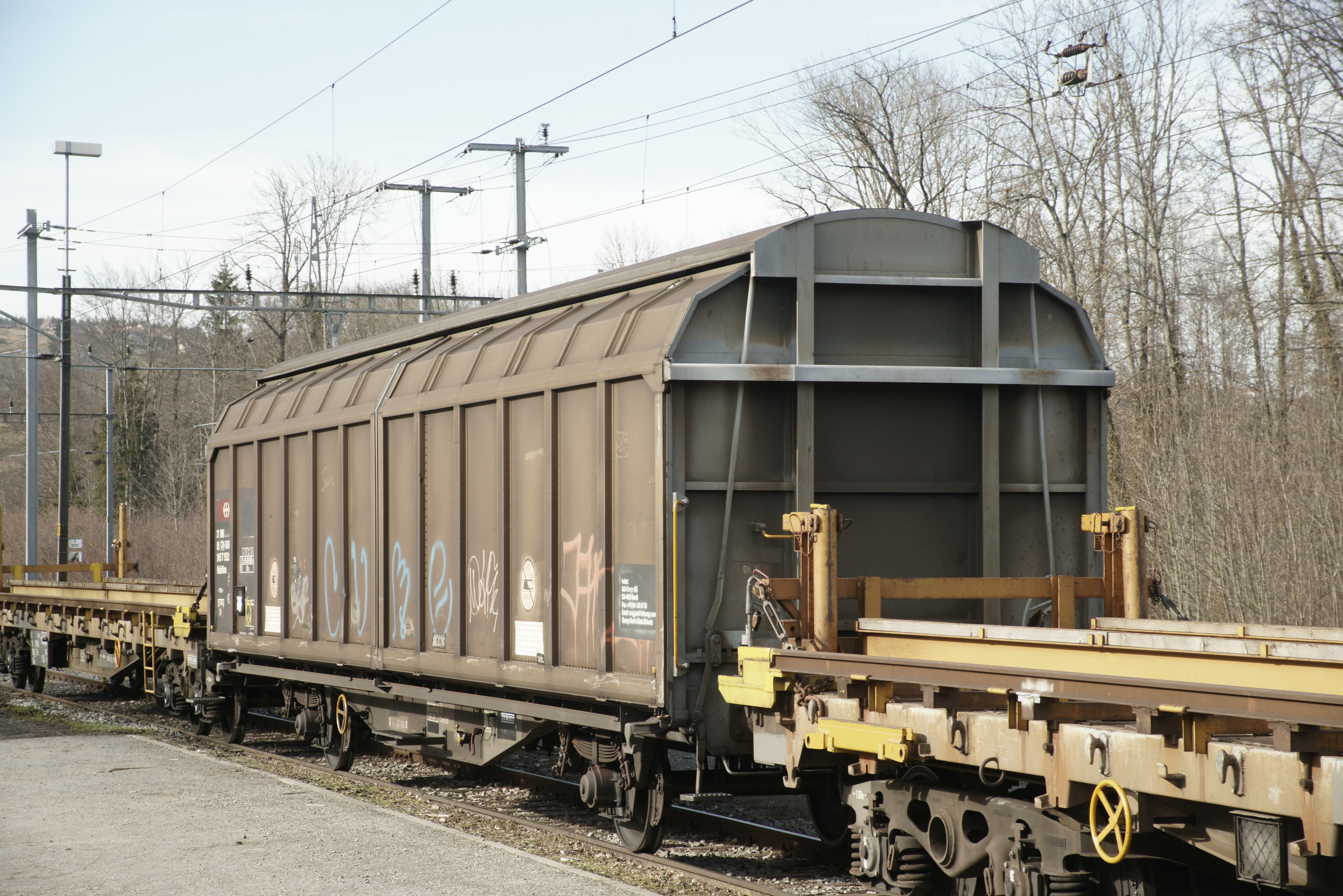
Wagon couvert 21 RIV 85 245 7 502-2 Hbbillns stationné en gare de Châtillens
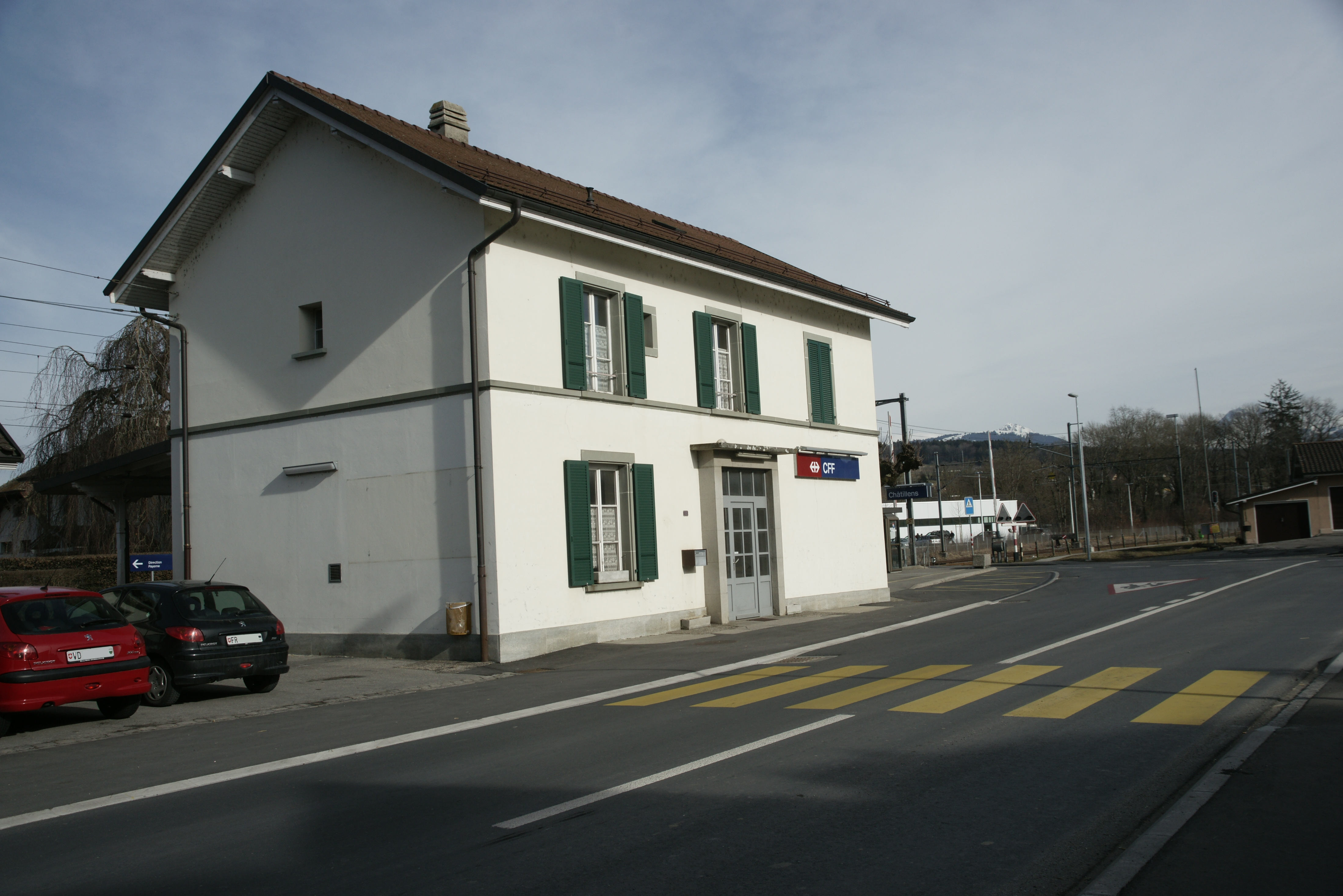
Vue arrière du bâtiment de la gare